# Chan Vathanaka
Chan Vathanaka (født 23. januar 1994) er en cambodiansk fodboldspiller.

## Cambodjas fodboldlandshold
| Cambodjas landshold | Cambodjas landshold | Cambodjas landshold |
| År                  | Kmp                 | Mål                 |
| ------------------- | ------------------- | ------------------- |
| 2013                | 2                   | 0                   |
| 2014                | 6                   | 2                   |
| 2015                | 6                   | 2                   |
| 2016                | 14                  | 6                   |
| 2017                |                     |                     |
| Total               | 28                  | 10                  |